# Палмер, Рэймонд Артур
Рэймонд Артур Палмер (англ. Raymond Arthur Palmer, 1910—1977) — американский активист фэндома и писатель-фантаст, редактор журнала «Amazing Stories» с 1938 по 1949 год.

## Биография
Рэй Палмер родился в Чикаго в 1910 году. В результате полученной в детстве травмы позвоночника он на всю жизнь остался горбуном и перестал расти при росте около 130 сантиметров. Он много читал, отдавая предпочтение журналам фантастики, а в конце 1920-х годов стал одним из наиболее активных членов формирующегося сообщества любителей фантастики. Палмер вместе с ещё одним чикагским фэном Уолтером Деннисом считаются создателями первого в истории фэнзина «The Comet», первый номер которого был выпущен в мае 1930 года. В том же 1930 году он дебютировал как автор фантастическим рассказом «Луч времени Яндры» («The Time Ray of Jandra»), опубликованном в журнале «Wonder Stories». Впоследствии он публиковал свои рассказы под псевдонимами Генри Гэйд, Фрэнк Пэтон, Дж. У. Пелки, А. Р. Стэбер и Морис Дж. Стил.
В 1938 году чикагская издательская компания Ziff-Davis приобрела журнал «Amazing Stories» и пригласила Палмера как наиболее известного местного знатока фантастики стать его редактором вместо отправленного на пенсию Томаса О’Конора Слоуна. Именно Рэю Палмеру принадлежит честь публикации дебютного рассказа Айзека Азимова «Затерянные у Весты» («Marooned Off Vesta»). Он также создал репутацию популярному в 1940-х годах автору «загадочных» фантастических рассказов Ричарду Шэйверу, пустив слух, что тот пишет рассказы на основе пережитых им самим необъяснимых событий.
Палмер стал инициатором принципиального пересмотра редакционной политики в отношении фантастики, при нём журнал публиковал в основном не «научно-познавательную», а преимущественно чисто развлекательную фантастику, не ограниченную формальными жанровыми рамками. В 1939 году по инициативе Палмера был начат также выпуск журнала «Fantastic Adventures», который просуществовал до 1953 года. Такой «облегчённый» подход вызвал возмущение у фэнов «старой закалки», однако привёл к устойчивому росту популярности журнала среди подростков. Подход Палмера впоследствии копировался издателями многих журналов фантастики, и хотя до 1950 года бесспорное лидерство среди жанровых изданий удерживал «Astounding» Джона Кэмпбелла, «развлекательный» принцип Палмера вполне укоренился среди журналов, ориентированных на коммерческий успех.
В 1949 году Палмер покинул Ziff-Davis основал собственную издательскую компанию Clark Publishing Company, которая начала выпуск журналов фантастики «Imagination» и «Other Worlds», однако значительного успеха не добился. Оставаясь энтузиастом фантастики, он уделял много сил популяризации темы паранормальных явлений, летающих тарелок и т. д. Остаётся не вполне понятным, на самом деле он верил в то, что писал, или же просто использовал эти темы в спекулятивных целях. Так или иначе, его упор на эти темы испортил его отношения с большей частью американского фэндома. С конца 1950-х и до его смерти в 1977 году Палмер не был особенно активен в области фантастики, хотя периодически пытался возобновить выпуск собственного журнала.

## Интересные факты
- В честь Реймонда Палмера был назван супергерой комиксов DC Comics Рэй Палмер[3].